# 占·李度
占·李度（Jim Liddell，1953年8月21日—），生於蘇格蘭西敦巴頓郡亞歷山德里亞，已退役蘇格蘭足球運動員，司職守門員。

## 球員生涯
李度生於蘇格蘭西敦巴頓郡亞歷山德里亞，自小是家鄉球會格拉斯哥流浪球迷，惟當時因很多蘇格蘭球會都人腳飽和沒需要招攬年輕人，所以他並沒有機會當全職球員，只能等機會在職業賽顯身手。
1973年，適逢流浪創辦人畢特利回鄉招兵，李度因為流浪的名號，隊徽以及能當全職球員的機會而來港加盟在甲組角逐以年輕球員為主的球會流浪。加盟後首季他即協助流浪捧過總督盃，到翌季更助球會蟬聯該錦標並奪得高級組銀牌冠軍。
1974至1975年賽季，李度獲選最有價值球員及最佳守門員，到第3季李度選擇返回家鄉蘇格蘭，加盟職業聯賽球會摩頓。
1978年后，李度再來港加盟甲組球會卜公，隨後轉輾效力卜公，加山，東方及保濟，更在期間代表香港迎戰有碧根鲍華坐陣的紐約宇宙。
李度為上世紀70年代港甲其中1名出色門將，到2012回港踢元老賽。

## 球會榮譽
流浪
- 香港高級組銀牌冠軍（1974–75季度）
- 香港高級組銀牌亞軍（1975–76季度）
- 香港總督盃冠軍（1973–74、1974–75季度）

## 外部連結
- Jim Liddell （页面存档备份，存于）, Post War English & Scottish Football League A - Z Player's Database